# Liangdang
Der Kreis Liangdang (chinesisch 两当县, Pinyin Liǎngdāng Xiàn) ist ein Kreis der bezirksfreien Stadt Longnan im Südosten der nordwestchinesischen Provinz Gansu. Er hat eine Fläche von 1.406 km² und zählt 46.300 Einwohner (Stand: Ende 2018). Sein Hauptort ist die Großgemeinde Chengguan (城关镇).